# باتريك فولغرن
باتريك فولغرن (بالسويدية: Patrik Fahlgren) مواليد 27 يونيو 1985 في غوتنبرغ، هو لاعب كرة يد سويدي يلعب كوسط مدافع. يلعب حاليا مع نادي ملزونغن لكرة اليد ويحمل الرقم 9. مثل منتخب السويد لكرة اليد.

## سجل المنافسة
شارك في البطولات التالية:
- بطولة أوروبا لكرة اليد للرجال 2014

## روابط خارجية
- باتريك فولغرن على موقع الاتحاد الأوروبي لكرة اليد (الإنجليزية)